# Сейсмічність Андорри
Територія князівства Андорра — характеризується помірною сейсмічністю.

## Загальна характеристика
Завдяки розташуванню Андорри у східній гряді Піренейських гір, територія князівства складається переважно з гірського ландшафту. Тому рельєф території Андорри можна віднести до типово гірського. В Андоррі відбувається відносно мало сильних землетрусів. В Андоррі фіксується лише інтенсивна мікросейсмічна активність (1,0<M≤2,0), рівень якої є маловідчутним для населення. Взагалі, в середньому, щороку в Андоррі відбувається близько 593 таких, переважно невеликих землетрусів. Однак, починаючи з 2014 року, в Андоррі сталося вже принаймні чотири землетруси магнітудою вище за 4,0 балів за (шкалою Ріхтера), що дозволяє припустити, що землетруси такої і більшої потужності можуть відбуватися, ймовірно, в середньому приблизно кожні 1-5 років.

## Землетруси у минулі століття
Найсильнішим в історії Андорри був Каталонський землетрус 1428 року, епіцентр якого знаходився в Піренеях трохи східніше Андорри. Однак землетрус силою 6,5 балів спричинив руйнування житла місцевих мешканців.

## Землетруси XXI століття

### 2021
11 жовтня 2021 року, о 10:23 (за місцевим часом), на перетині трьох кордонів Андорра-Франція-Іспанія, у парку Альт-Піренеу стався землетрус 3,6 балів (за шкалою Ріхтера). За даними Картографічного інституту Каталонії, епіцентр землетрусу знаходився у селі Os de Civís, в районі Каталонії Альт Уржель (Alt Urgell). Мешканці Андорри особливо відчули землетрус в Ордіно, Ла-Массані та Сант-Джулії де Лорії.

### 2022
1 лютого 2022 року, о 03:03 (за місцевим часом), в Андоррі стався землетрус магнітудою 4,0 балів (за шкалою Ріхтера).